# Inferiorität
Inferiorität (von lateinisch inferus der, die, das untere, bzw. dem Komparativ inferior niedriger, tiefer gelegen) bezeichnet eine untergeordnete Stellung, Minderwertigkeit oder Unterlegenheit. Der Gegenbegriff ist Superiorität (Erhabenheit, Überlegenheit).

## Beispiele
- Manche früheren Rassentheorien wiesen Gruppen von Menschen eine Superiorität oder Inferiorität zu (siehe auch: Homo inferior).
- In der Geschlechterdebatte um die Wende vom 19. zum 20. Jahrhundert waren einige, teils zahlreich publizierte, misogyne Schriften im Umlauf, die eine angebliche Inferiorität „der Frau“ als solcher nachzuweisen versuchten bzw. schlichtweg davon ausgingen. Zu nennen sind hier vor allem Otto Weiningers „Standardwerk“ Geschlecht und Charakter sowie Paul Julius Möbius’ Schrift Über den physiologischen Schwachsinn des Weibes.
- Die Individualpsychologie Alfred Adlers unterscheidet ein normales Minderwertigkeitsgefühl vom neurotischen Minderwertigkeitskomplex.
- Volkswirtschaftliche „Optimierungen“ stehen dann für Inferiorität, wenn im Ergebnis Menschen schlechter gestellt werden, ohne dabei andere besser zu stellen (siehe auch: Pareto-Optimum).